# Rhinanthus
Genre
Classification APG III (2009)
Rhinanthus (les rhinanthes) est un genre de plantes dicotylédones regroupant quelques dizaines d'espèces.

## Description

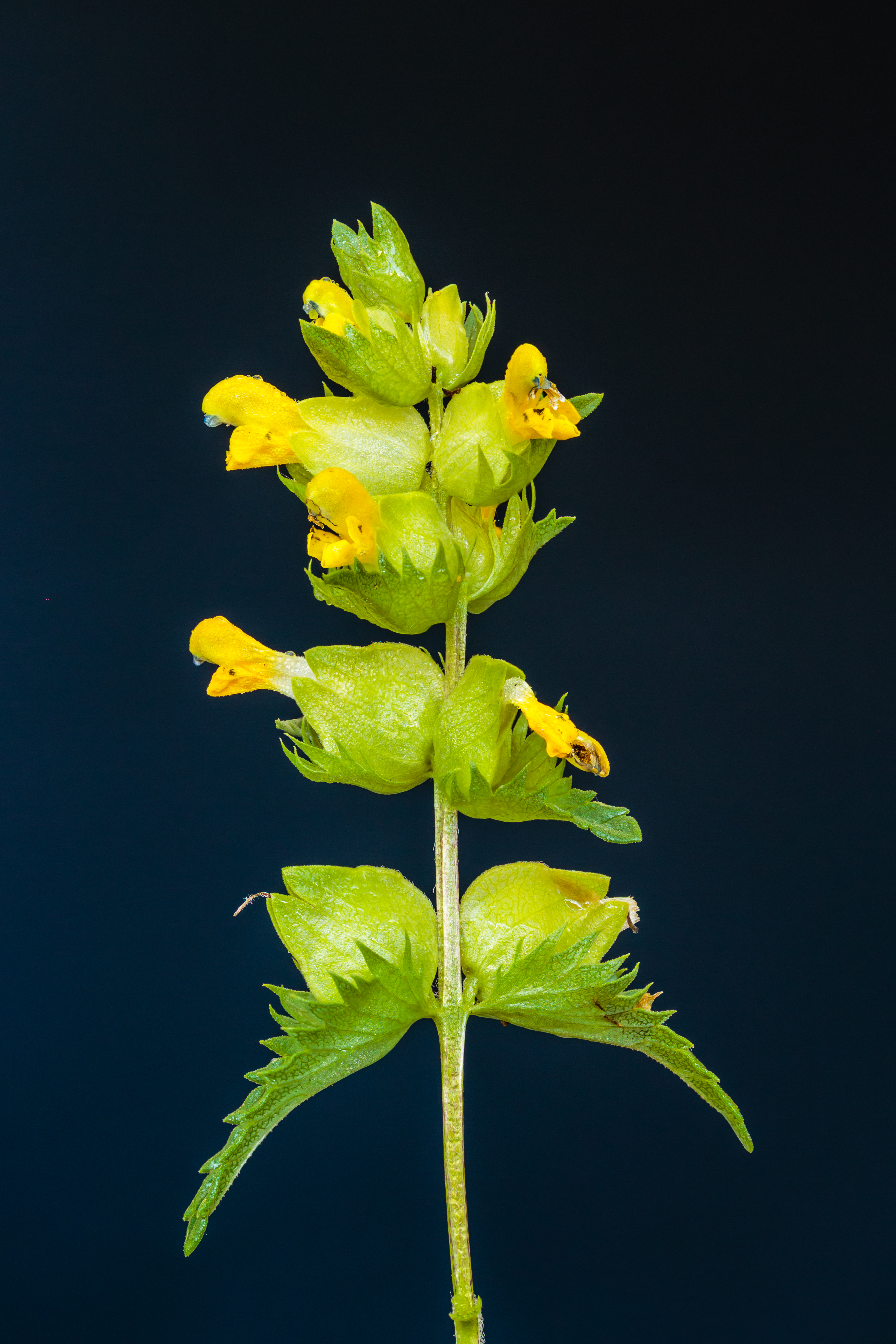
Fleurs de Rhinanthus.
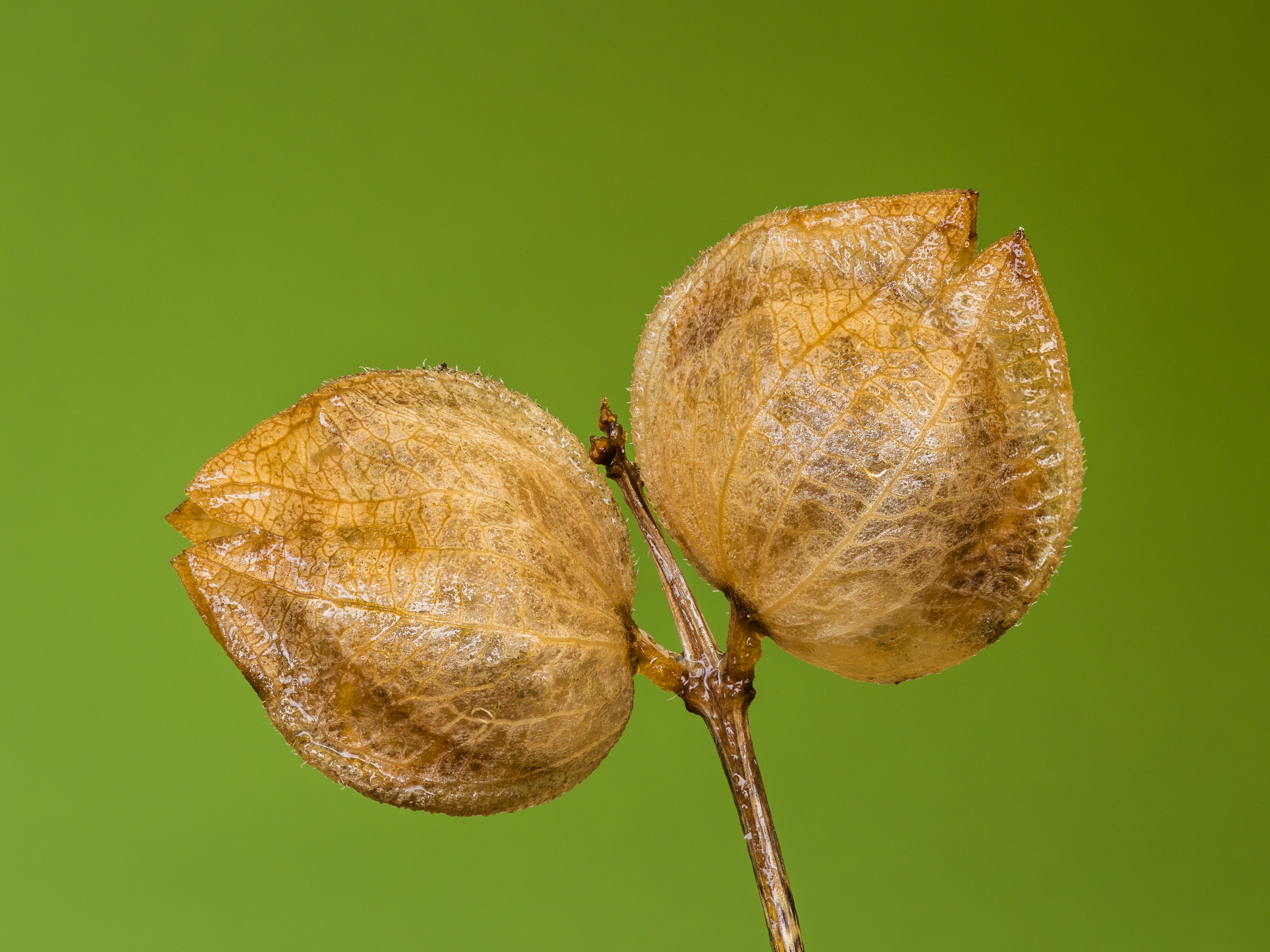
Capsules de graines de Rhinanthus.
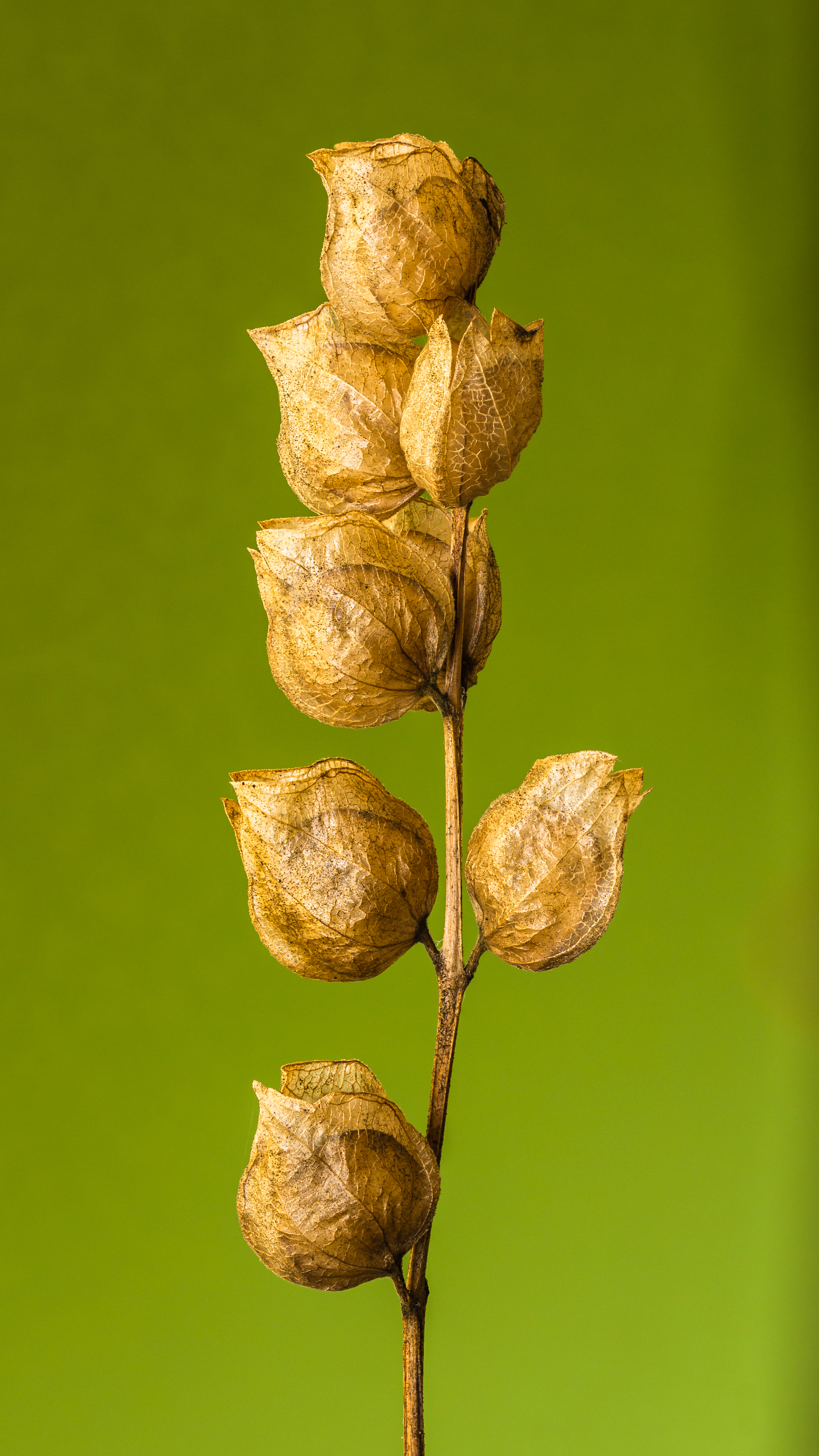
Autres capsules de graines d'un même.

## Taxonomie

### Classification classique
En classification linnéenne, les rhinanthes étaient classés dans la famille des Scrofulariacées.

### Classification  phylogénétique
En classification APG III, ce genre est désormais classé dans la famille des Orobanchaceae, tribu des Rhinantheae.

### Liste d'espèces
Le genre comprend entre autres les espèces :
- Rhinanthus angustifolius C.C. Gmel.
- Rhinanthus alectorolophus ou Rhinanthe crête-de-coq
- Rhinanthus borbasii
- Rhinanthus glacialis ou Rhinanthe des glaciers
- Rhinanthus minor ou Petit rhinanthe, très proche du Rhinanthe crête-de-coq.